# Eight Legged Freaks
Eight Legged Freaks är en amerikansk skräck-/komedifilm från 2002 regisserad och skriven av Ellory Elkayem med David Arquette, Kari Wührer, Scarlett Johansson och Doug E. Doug i huvudrollerna. Handlingen kretsar kring en liten stad i Arizona som blir attackerad av gigantiska spindlar som kommit i kontakt med radioaktivt avfall och på så sätt växt sig stora. Bland spindelarterna som syns i filmen finns hoppspindlar, fågelspindlar och hjulspindlar.

## Handling
I början av filmen hälsar en ung pojke på en äldre man som ägde en spindelfarm. Nära spindelfarmen fanns en sjö, där någon hade dumpat radioaktivt avfall. På något sätt lyckas spindlarna i spindelfarmen ta sig ut – Joshua, ägaren till spindelfarmen, har matat dem med gräshoppor som kommit i kontakt med vattnet vilket får spindlarna att växa till en gigantisk storlek. Genom hela filmen försöker den unge pojkens familj och andra vänner varna staden för den kommande armén av jättespindlar. Det slutar med att alla i staden tar skydd i det nybyggda köpcentret.

## Rollista
| David Arquette     | – Chris McCormick         |
| Kari Wührer        | – Sheriff Samantha Parker |
| Scott Terra        | – Mike Parker             |
| Scarlett Johansson | – Ashley Parker           |
| Doug E. Doug       | – Harlan Griffith         |
| Rick Overton       | – Deputy Pete Willis      |
| Leon Rippy         | – Wade                    |
| Matt Czuchry       | – Bret                    |
| Jay Arlen Jones    | – Leon                    |
| Eileen Ryan        | – Gladys                  |
| Riley Smith        | – Randy                   |
| Matt Holwick       | – Larry                   |
| Jane Edith Wilson  | – Emma                    |
| Jack Moore         | – Amos                    |
| Roy Gaintner       | – Floyd                   |